# João Emanuel Carneiro
João Emanuel Carneiro Silva (Rio de Janeiro, 17 febbraio 1970) è uno sceneggiatore, autore televisivo e regista brasiliano.
In Brasile è noto anche con l'acronimo JEC.

## Biografia
Figlio della scrittrice e antropologa Lélia Coelho Frota, è anche fratellastro dell'attrice Cláudia Ohana (non ha invece nessun rapporto di parentela con Geraldo Carneiro, altro sceneggiatore brasiliano di successo). Ha conseguito la laurea in lettere presso la Pontifícia Università Cattolica di Rio de Janeiro.
All'età di quattordici anni ha iniziato a collaborare con il fumettista Ziraldo. A ventidue è stato premiato come sceneggiatore del corto Zero a Zero. Carneiro ha scritto poi sceneggiature di lungometraggi, tra cui il film cult Central do Brasil e Orfeu. 
Dal 2000 lavora anche come sceneggiatore e/o regista di telenovelas per TV Globo. La prima di cui è stato unico autore, Da Cor do Pecado (2004), ha riportato un grande successo, con uno share del 43%.
Nel 2006 ha sceneggiato Cobras & Lagartos, produzione andata in onda per contrastare l'avanzata di Rede Record, e ha centrato l'obiettivo: lo share ottenuto è stato pari al 39%.
Nel 2009 ha per la prima volta diretto una telenovela, Cama de Gato, su sceneggiatura di Duca Rachid e Thelma Guedes.
Nel 2008 ha sceneggiato A Favorita, la sua prima telenovela delle 21, che ha ottenuto uno share del 40%, un altro successo per l'autore.
Nel 2012 ha scritto la trama di Avenida Brasil, telenovela che ha registrato boom di ascolti nel Paese con la vicenda dell'implacabile Nina (interpretata da Débora Falabella), una giovane donna che trama un piano di vendetta contro la sua malvagia ex matrigna, Carmen Lúcia (interpretata da Adriana Esteves). La serie è stata poi esportata nel mondo, venendo doppiata in 19 lingue, tra cui il greco, il polacco e l'arabo. Época Magazine ha per questo inserito Carneiro come uno dei 100 brasiliani più influenti dell'anno. 

## Vita privata
Dal 2005 è sposato con l'attore Carmo Dalla Vecchia. La coppia ha un figlio, Pedro Rafael Carneiro Dalla Vecchia, nato nel 2019 grazie alla maternità surrogata. 